# استفتاء قانون الأمور العاجلة في أوروغواي 2022
عُقد استفتاء على قانون الأمور العاجلة في أوروغواي في 27 مارس 2022 لسؤال الناخبين حول بقاء أو إلغاء 135 مادة من القانون 19889، (المعروف باسم «قانون الاعتبارات العاجلة» أو «قانون الاستعجال» أو ببساطة "LUC") الذي جرت الموافقة عليه في الجمعية العامة في عام 2020، والذي يُعتبر المبادرة التشريعية الرئيسية للحكومة الائتلافية للرئيس لويس لاكال بو. جاء هذا الاستفتاء نتيجة حملة روجت لها جهات فاعلة اجتماعية وسياسية مختلفة مثل المركز النقابي الوطني PIT-CNT وحزب الجبهة العريضة المعارض، في 8 يوليو 2021، حيث جرى تسليم ما يقرب من 800 ألف طلب إلى المحكمة الانتخابية، بما يتجاوز 25٪ من العدد الإجمالي للناخبين المسجلين الذين يحق لهم دستوريًا تقديم استئناف ضد قانون بشأن الاستفتاء.
تنص المادة 168 من دستور أوروغواي على أنه يجوز للسلطة التنفيذية تقديم مشاريع قوانين إلى الجمعية العامة تُصنَّف على أنها «ذات اعتبار عاجل». وفي هذه الحالة، يكون للمجلس الذي يتلقى مشروع القانون في المقام الأول فترة 45 يومًا لأخذه في الاعتبار؛ وفي حالة انتهاء المدة، ولم يجري رفض مشروع القانون، يُعتبر معتمدًا في شكله الأصلي ويُرسل إلى المجلس الآخر، الذي ينظره خلال 30 يومًا، وفي حالة الموافقة على مشروع القانون مع تعديلات، يجب إعادة إدخاله المجلس الأول حيث سيكون أمامه 15 يومًا أخرى للنظر فيه. وإذا لم يصدُر بعد هذه الفترة بيانًا صريحًا يوضح اتفاق مشترك بين المجلسين فيما يتعلق بالتعديلات، يُرسل المشروع إلى الجمعية العامة، والتي سيكون أمامها 10 أيام للنظر فيه. وبهذه الآلية الدستورية، إذا لم يحصل مشروع القانون على موافقة البرلمان خلال الفترات المحددة، فإنه يصبح قانونًا تلقائيًا بالشكل الذي أرسلته به السلطة التنفيذية.
منذ الانتقال إلى الديمقراطية في عام 1985، جرى إرسال 13 مشروع قانون فقط إلى البرلمان بصفتها «عاجلة» (أي ما نسبته 0.003٪ من إجمالي مشاريع القوانين التي أرسلتها السلطة التنفيذية في تلك الفترة)، وجرت الموافقة على 9 منها في حين رُفض 4. طبقت جميع الحكومات الآلية الدستورية، باستثناء الفترة الثانية لخوليو ماريا سانغينيتي وتاباري فاسكيز. ومع ذلك، في معظم هذه الحالات، جرى استخدام الاعتبار العاجل لموضوعات محددة، و 3 مشاريع فقط تندرج ضمن فئة «مشروع قانون Omnibus»، بناءً على عدد الموضوعات التي جرى تغطيتها.

## خلفية
في عام 2018، أعلن المرشح الرئاسي السابق آنذاك لويس لاكال بو من الحزب الوطني أن أول إجراء له في حالة توليه الرئاسة في عام 2020 سيكون إرسال مشروع قانون إلى الفرع التشريعي يحمل صفة «الاعتبار العاجل»، والذي سيكون نتيجة المفاوضات بين أعضاء حكومة ائتلافية محتملة، وسيتضمن محتواه «كل ما يحتاج إلى تعديل في الدولة»، ويغطي «التعليم، والأمن، والإسكان، والاقتصاد، والمسائل الإدارية». والهدف من هذه المبادرة هو «الاستفادة من السنة الأولى من الحكم لتطبيق التغييرات الضرورية بسرعة». أشار بابلو دا سيلفيرا، منسق برامج حملة لاكال ووزير التعليم والثقافة في الحكومة اللاحقة، إلى حقيقة أنه مع هذا «القانون الشامل» يمكن اتخاذ الإجراءات في فترة زمنية قصيرة فيما يتعلق بقانون الميزانية، الأمر الذي يتطلب عملية تشريعية أكثر شمولاً.
في مارس 2019، أطلق لاكال بو رسميًا حملته للانتخابات الرئاسية التمهيدية، التي عقدت في 30 يونيو من نفس العام. وحصل على 53.77% من الأصوات، متغلبًا على خوان سارتوري وخورخي لاراناغا وإنريكي أنتيا وكارلوس يافيجليولا. وبعد الفوز بفترة وجيزة، بدأ فريق حملة المرشح القومي في صياغة قانون الاعتبارات العاجلة (LUC)، وكان رودريجو فيريس هو الشخص المسؤول عن الصياغة. وذكر بعد ذلك أن مشروع القانون سيتضمن ما بين 300 و500 مادة وأن محتواه سيعتمد على البرنامج الحكومي للحزب الوطني (PN). انتقد حزب الجبهة العريضة (FA) ذلك، وأكد الحزب الاشتراكي (PS) أن الآلية ستكون غير دستورية لأن استخدامها يتطلب وجود أمر عاجل مسبقًا وليس «لأسباب سياسية أو أيديولوجية أو لأولويات الحكومة».
خطط فريق حملة لاكال بو لإنهاء صياغة مشروع قانون LUC في أكتوبر 2019، بحيث يجري تقديمه قبل الجولة الأولى من الانتخابات العامة، التي ستعقد في 27 من ذلك الشهر. ومع ذلك، فإن هذا لم يحدث. وفي الانتخابات، حصل حزب الجبهة العريضة FA والحزب الوطني PNعلى أكثر الأصوات، حيث حصلا على 39% و28.6% من الأصوات على التوالي. أدت هذه النتيجة إلى عقد جولة ثانية بين المرشحين من همافي نوفمبر 2019، حيث اصطفت جميع أحزاب المعارضة الرئيسية خلف لاكال بو، لتشكيل تحالف متعدد الألوان. قدم هذا التحالف اتفاقية مشتركة عُرفت باسم «الالتزام من أجل البلد». وفي الجولة الثانية، انتُخب لاكال بو الرئيس الثاني والأربعين لأوروغواي بنسبة 50.79% من الأصوات. وصدرت المسودة الأولى لمشروع قانون LUC في يناير 2020، وتحتوي على 457 مادة مقسمة إلى 10 فصول. ثم خضعت لتعديلات لاحقة نتيجة للمفاوضات بين مختلف أعضاء التحالف Coalición Multicolor وقُدمت النسخة النهائية في 9 أبريل، والمكونة من 502 مادة.
دخل المشروع النهائي لقانون LUC إلى البرلمان في 23 أبريل 2020. في كل من مجلس الشيوخ ومجلس النواب، جرى تشكيل لجان خاصة مكونة من مشرعين من جميع الأحزاب السياسية ذات التمثيل البرلماني لتحليل المشروع. وقد استدعت هذه اللجان العديد من الأفراد والهيئات العامة والمؤسسات والمنظمات للتعرف على وجهات نظرهم بشأن محتوى مشروع القانون.

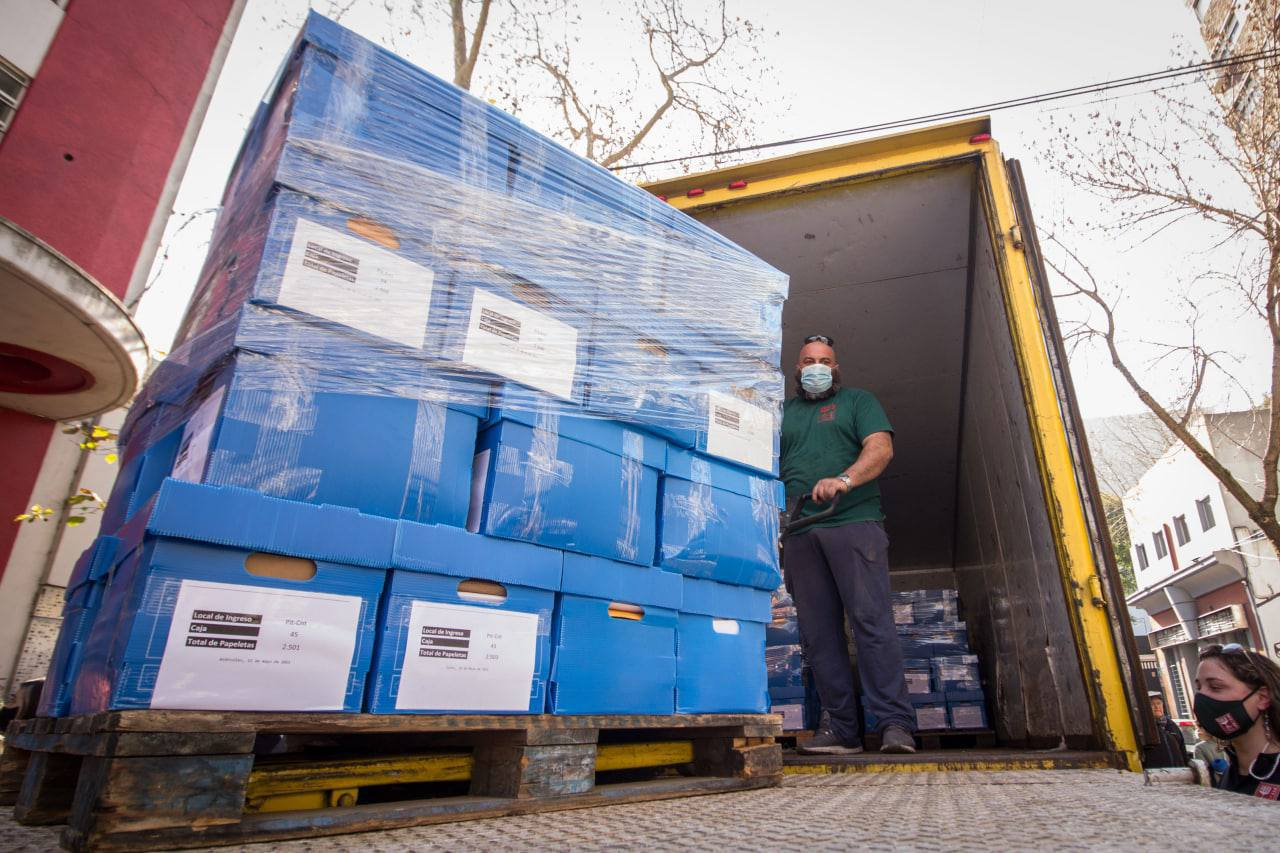
صناديق تحتوي على ما يقرب من 800000 بطاقة اقتراع سُلمت إلى المحكمة الانتخابية.

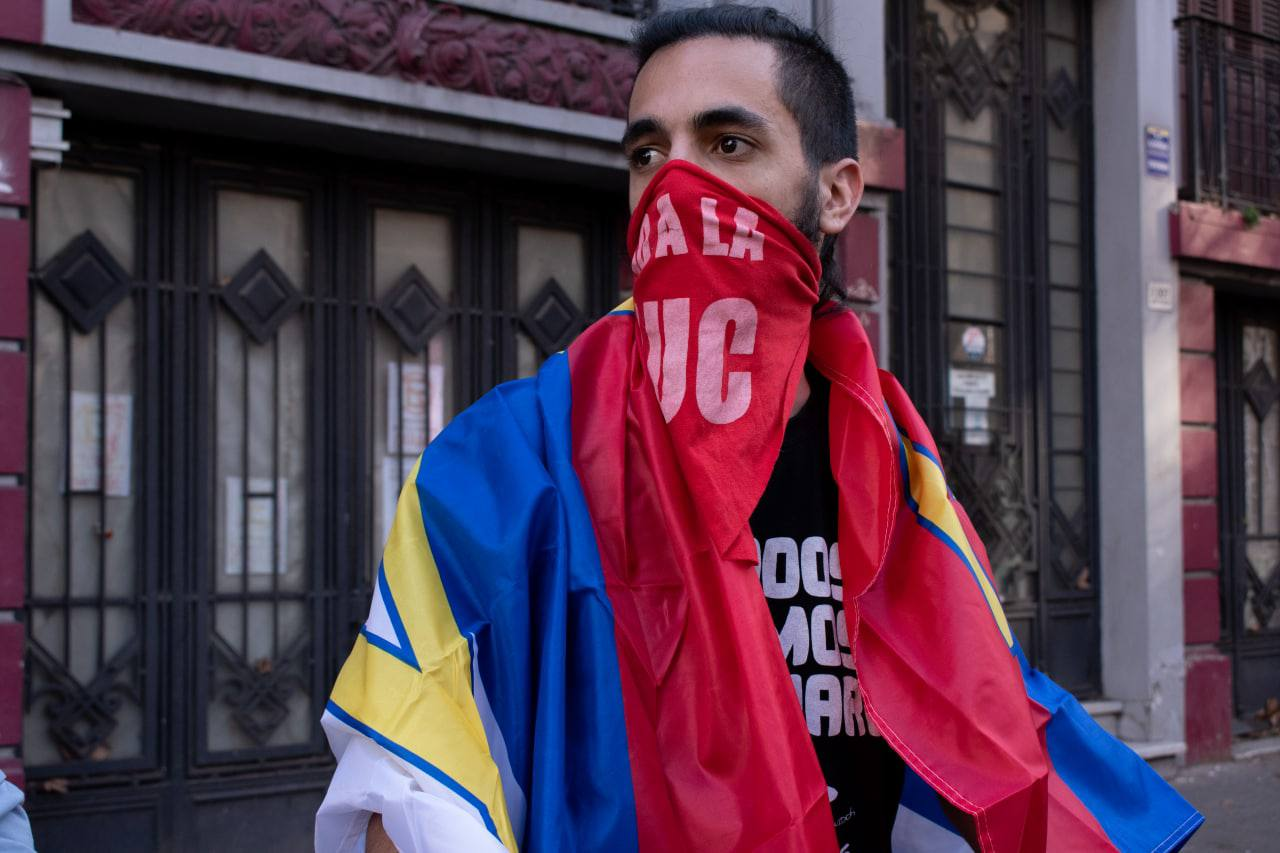
مناضل من الجبهة العريضة لصالح إجراء استفتاء ضد قانون الاعتبار العاجل.

بعد إلغاء 25 مادة وتعديل أكثر من 300 مادة أخرى، جرت الموافقة على القانون في مجلس الشيوخ من المرة الأولى في 6 يونيو 2020، وبعد ذلك دخل مجلس النواب حيث جرى إدخال 32 تغييرًا وجرت الموافقة عليه في 5 يوليو. وأخيرًا، وافق مجلس الشيوخ على نسخته النهائية في الثامن من نفس الشهر بأصوات الائتلاف الحاكم فقط، وأصدرت السلطة التنفيذية القانون في اليوم التالي. ووصفه الرئيس لاكال بو بأنه أداة «ضرورية وعادلة وشعبية».

## المبادرة
قبل إرسال مشروع قانون LUC إلى الفرع التشريعي ولاحقًا أثناء المناقشة البرلمانية، أعلن المركز النقابي PIT-CNT أنه ضد محتوى القانون، وضد استخدام الآلية الدستورية لـ «الاعتبار العاجل»، معتبراً أنها آلية غير ديمقراطية، وأن ذلك "يحِد" من النقاش السياسي والاجتماعي. وفي 4 يونيو 2020، نظمت النقابة العمالية مظاهرة أمام القصر التشريعي، وصرح خلالها أمينها العام مارسيلو عبد الله، بأن القانون لا يلبي احتياجات السكان في سياق وباء كوفيد -19. "لا في الشكل ولا في المحتوى. كان اتحاد ANCAP (Fancap)، وهو اتحاد عمال شركة الوقود التابعة للدولة ANCAP، من أوائل المنظمات التي أعربت عن تأييدها لإجراء استفتاء ضد قانون LUC، معتبرًا أنه يتعارض مع "مصالح الطبقة العاملة"، وفقا لرئيسه جيراردو رودريغيز. كانت إحدى نقاط الاعتراض الرئيسية هي إلغاء احتكار شركة ANCAP لاستيراد وتصدير وتكرير النفط الخام ومشتقاته، وهي قضية أثارت نقاشًا حتى داخل الائتلاف الحاكم نفسه، وانتهى الأمر إلى استبعادها من مشروع القانون أثناء النقاش البرلماني. وبدلاً من ذلك، جرى تحديد سعر الوقود من قبل السلطة التنفيذية، مع تعديل يتماشى مع سعر الواردات مع دورية لا تتجاوز الستين يومًا، وهو ما لم توافق عليه شركة Fancap.
في مايو، أعرب المجلس السياسي الوطني للجبهة العريضة عن رفضه لآلية «الاعتبار العاجل» ووصف المشروع بأنه «غير مناسب وغير دستوري وغير ديمقراطي». أثناء التحليل البرلماني، عمل المشرعون على إدخال تعديلات مختلفة، لكنهم اعتبروا أن النسخة النهائية لم تقدم تغييرات جوهرية عن الأصل، وبالتالي حافظوا على تصويتهم السلبي على مشروع القانون، على الرغم من التصويت لصالح ما يقرب من 50٪ من مواد القانون.
في 9 سبتمبر، أعلن PIT-CNT رسميًا لأول مرة أنه سيبدأ في تحليل إمكانية تطوير حملة ضد القانون. وجرى تأكيد حملة جمع التوقيعات لتقديم استفتاء في 17 أكتوبر من قبل Intersocial، وهي هيئة مكونة من منظمات اجتماعية مختلفة بالإضافة إلى PIT-CNT، مثل الاتحاد الأوروغوياني لتعاونيات المدخرات المتبادلة (FUCVAM)، والجمعيات النسوية، واتحاد طلاب الجامعات في أوروغواي (FEUU). وبعد يومين، في التاسع عشر، قررت الجبهة العريضة الانضمام إلى الحملة، وهو قرار صدق عليه المجلس في الثالث والعشرين.
في أوروغواي، هناك طريقتان لتقديم استئناف بشأن الاستفتاء ضد قانون أمام المحكمة الانتخابية. في إحداها، يشترط الوصول إلى نسبة 25٪ من إجمالي عدد الناخبين المسجلين في فترة مماثلة للسنة الأولى بعد صدور القانون وتؤدي مباشرة إلى إجراء الاستفتاء. من ناحية أخرى، يتطلب المسار الآخر الوصول إلى ما لا يقل عن 2٪ من إجمالي عدد الناخبين المسجلين المؤهلين للتصويت خلال فترة 150 يومًا بعد سن القانون ويؤدي إلى إجراء انتخابات غير إلزامية، تُسمى استفتاء ما قبل الاستفتاء، وفيه إذا صوت 25٪ بالإيجاب، فيجب إجراء استفتاء. واعتمادًا على الوقت المطلوب لجمع التوقيعات في كل حالة، يُعرف النموذج الأول عمومًا باسم «الطويل» والثاني باسم «القصير». في البداية، اقترح كل من PIT-CNT و Intersocial اتباع «النموذج الطويل». أحدثت هذه القضية انقسامات في حزب الجبهة العريضة، حيث دعم الحزب الشيوعي والحزب الاشتراكي «النموذج الطويل»، لكن قطاعات أخرى مثل حركة المشاركة الشعبية (MPP)، ومجلس أوروغواي (AU) وقوة التجديد (FR) قد فضَّلت «النموذج القصير» نظرًا للمخاطر التي تنطوي عليها النسبة المئوية المرتفعة للتوقيعات التي تتطلبها الآلية الأخرى.
في 8 ديسمبر 2020، أُفيد رسميًا أن حزب الجبهة العريضة قد اختار أيضًا «النموذج الطويل»، بالاتفاق مع المنظمات الاجتماعية. ومن أهم القضايا الأخرى ما إذا كان الاستفتاء سيسعى إلى الإلغاء الكلي أو الجزئي للقانون، وفي الحالة الأخيرة، ما هي المواد المطلوب إلغاءها؟ وفي مطلع ديسمبر، ونتيجة لاتفاق بين مختلف الفاعلين، أُعلن عن سعيهم لإلغاء 133 مادة، تشير إلى قضايا الأمن العام والاقتصاد والشركات العامة والقطاع الزراعي وعلاقات العمل والضمان الاجتماعي. والسكن.
في 14 ديسمبر، جرى تشكيل اللجنة الوطنية للاستفتاء (فيما بعد اللجنة الوطنية لـ YES) المكونة من PIT-CNT، والجبهة العريضة FA و Intersocial. وبعد أربعة أيام، بدأت العملية رسميًا أمام المحكمة الانتخابية، وفي 29 ديسمبر 2020، بدأت حملة جمع التوقيعات لإلغاء 135 مادة من القانون.

## النتائج

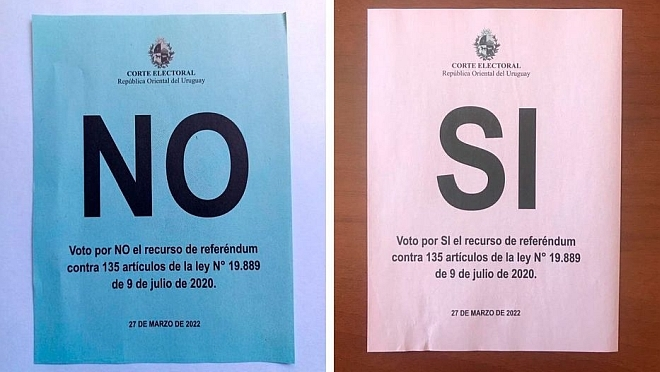
الأوراق المستخدمة في الاستفتاء.

أسفرت النتائج عن فشل الإلغاء بفارق ضئيل جدًا. وكانت النتائج كالتالي:
| الخيارات                    | الأصوات   | %     |
| --------------------------- | --------- | ----- |
| مع                          | 1,065,001 | 48.89 |
| ضد                          | 1,087,557 | 49.93 |
| فارغة                       | 28,747    | 1.32  |
| غير مصنفة                   | 36,080    | –     |
| باطلة                       | 81,817    | –     |
| مجموع                       | 2,299,202 | 100   |
| الناخبون المسجلون / الإقبال | 2,684,131 | 85.66 |
| المصدر: Corte Electoral     |           |       |